# Pawłów (powiat lubelski)
Pawłów – wieś w Polsce położona w województwie lubelskim, w powiecie lubelskim, w gminie Strzyżewice. Leży około 25 km na południe od Lublina.
W latach 1975–1998 miejscowość należała administracyjnie do województwa lubelskiego.
Wieś stanowi sołectwo gminy Strzyżewice. Według Narodowego Spisu Powszechnego z roku 2011 wieś liczyła 238 mieszkańców.
Wierni Kościoła rzymskokatolickiego należą do parafii Wszystkich Świętych w Bychawce.

## Części wsi
| SIMC    | Nazwa    | Rodzaj    |
| ------- | -------- | --------- |
| 0391911 | Podlesie | część wsi |
| 0391928 | Stasin   | część wsi |